# Georgikirche (Mühlhausen)

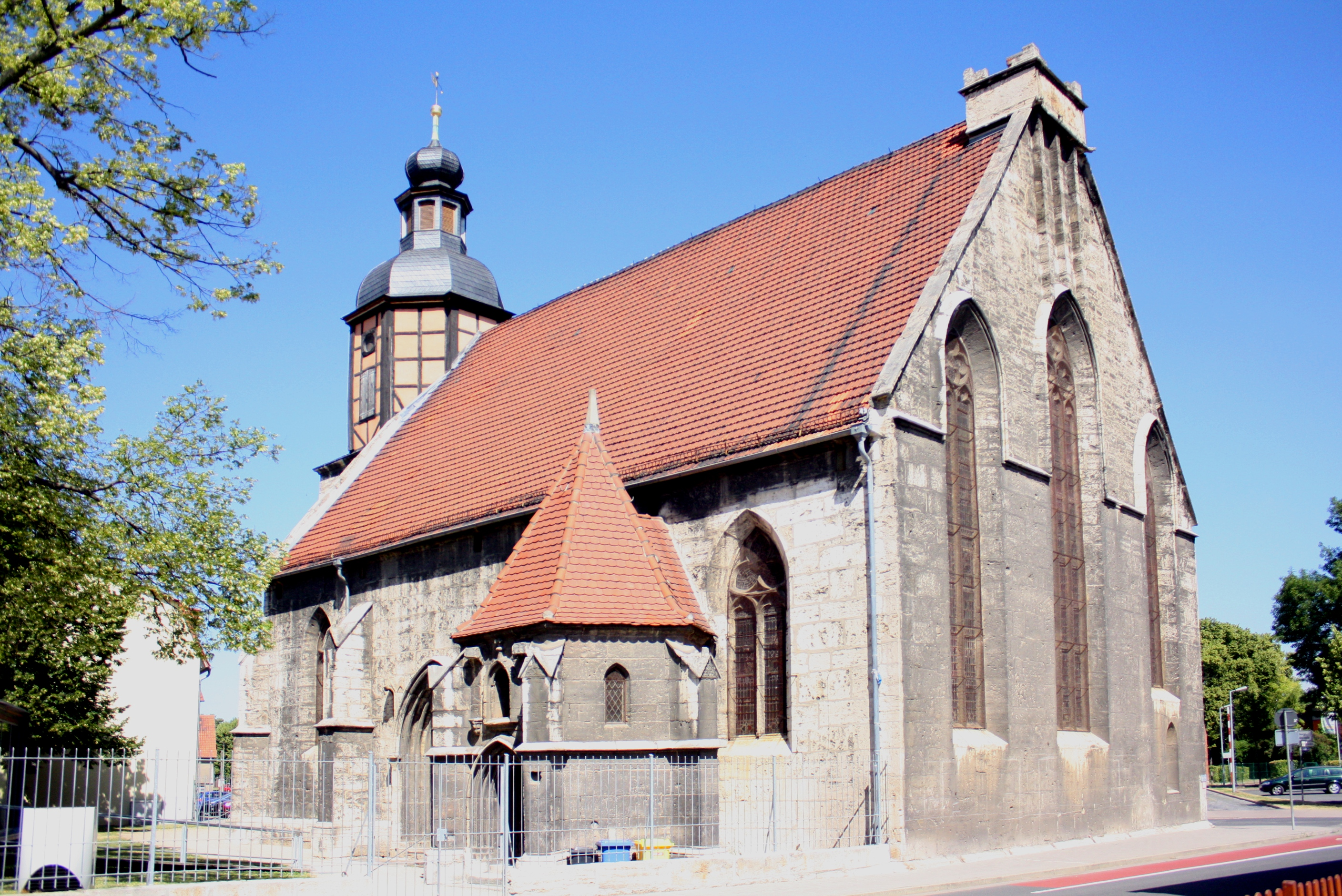
St. Georgii, von Südosten gesehen

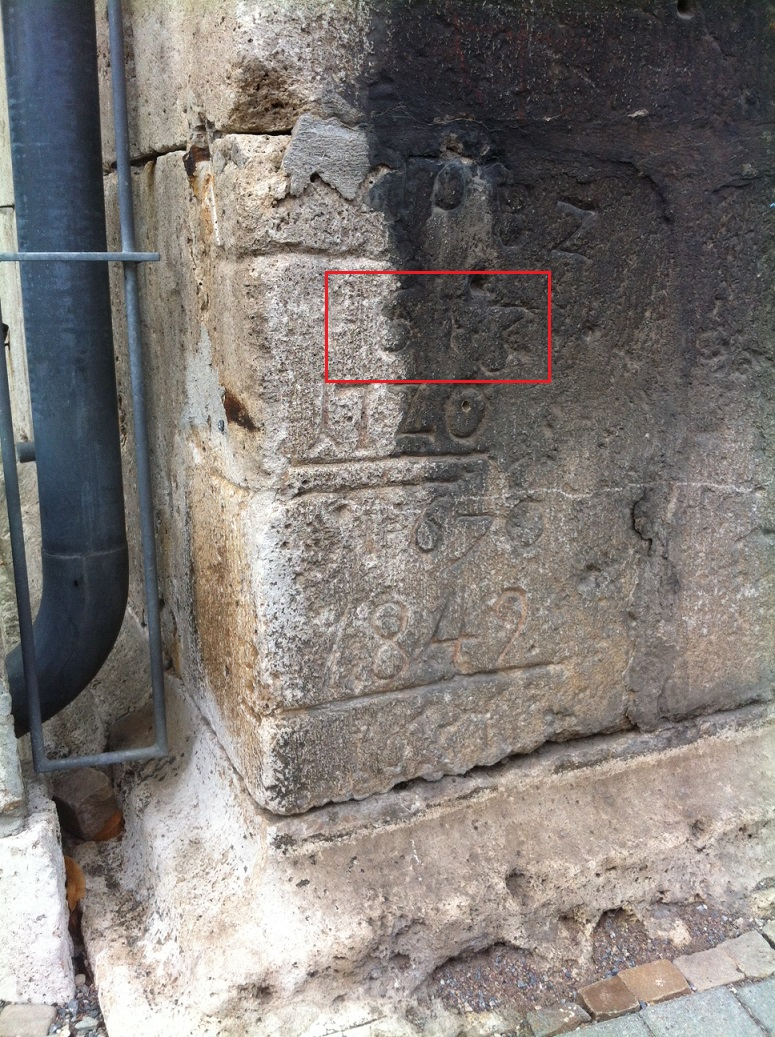
Hochwassermarke von 1613

Die Georgikirche, auch St. Georgii, in der Kreisstadt Mühlhausen im Unstrut-Hainich-Kreis in Thüringen ist heute eine evangelische Pfarrkirche.

## Geschichte
Die Kirche an der Unstrutfurt in der Georgivorstadt wurde 1359 bei einem Neubau eines anderen Gebäudes erstmals urkundlich genannt. Das chorlose Gotteshaus wurde etwa 1350–1360 als Hallenkirche mit vier Jochen errichtet; der ursprüngliche quadratische Westturm war etwas älter. Der Ostgiebel mit drei Fenstern ist die Schauseite zur an der Unstrutfurt vorbeiführenden Straße. Auf dem Dach befindet sich ein Giebel, von dem man mit einer Schauseite die Furt überwachen konnte. An der Südseite der Kirche errichtete man um 1370 eine sechseckige Kapelle mit spitzem Dach, in die man erst 1906–1909 mittels eines Türdurchbruchs Zugang von der Halle erhalten hat; sie wird von der Kirchgemeinde als Taufkapelle genutzt. Der den Türmen der St. Martini und  St. Kiliani ähnelnde rechteckige Turm wurde erst 1748 bis 1749 errichtet; er besitzt ein Barockportal, darüber ein Relief des „daherreitenden Drachentöters“, und eine achteckige Glockenstube aus Fachwerk mit einem Haubenaufsatz.